# NGC 6016
NGC 6016 је спирална галаксија у сазвежђу Северна круна која се налази на NGC листи објеката дубоког неба.
Деклинација објекта је + 26° 58' 2" а ректасцензија 15h 55m 54,9s. Привидна величина (магнитуда) објекта NGC 6016 износи 14,4 а фотографска магнитуда 15,1. Налази се на удаљености од 81,893 милиона парсека од Сунца. NGC 6016 је још познат и под ознакама UGC 10096, MCG 5-38-1, CGCG 167-4, IRAS 15538+2706, PGC 56410.